# Ладигін Микола Миколайович
Микола Миколайович Ладигін (7 грудня 1983, м. Київ, СРСР) — український хокеїст, захисник.

## Ігрова кар'єра
Виступав за «Крижинка» (Київ), «Сокіл» (Київ), «Медисин-Гет Тайгерс» (ЗХЛ), «Три-Сіті Амерікенс» (ЗХЛ), «Лінкольн Старс» (ХЛСШ), ХК «Вітебськ», ХК «Київ», «Кристал» (Саратов), «Галл Стінгрейс», «Автомобіліст» (Єкатеринбург), «Казцинк-Торпедо» (Усть-Каменогорськ), «Донбас» (Донецьк), «Компаньйон-Нафтогаз» (Київ), «Арлан» (Кокшетау), «Южний Урал» (Орськ), «Дженералз», «Бейбарис» (Атирау), «Дунауйварош».
У складі національної збірної України провів 2 матчі (0+0). У складі юніорської збірної України учасник чемпіонату світу 2001.
У 2013 році став дебютантом чемпіонату України в команді київські «Генерали». У тому ж році повернувся в чемпіонат Великої Британії в клуб «Халл Стінгрейс».
З червня 2014 року гравець «Бейбариса» (Атирау, Казахстан), а з вересня 2016 року до 2017 року — гравець угорського «Дунауйварош».

## Кар'єра менеджера
По завершеннюю кар'єри гравця став скаутом клубу НХЛ Сан-Хосе Шаркс в Європі.

## Досягнення
- Володар USHL Кубку Кларка  — 2002/03.
- Чемпіон України — 2011, 2012.
- Чемпіон Казахстану — 2015/16.